# ドナルド・トランプ大統領の外遊の一覧
第45代アメリカ合衆国大統領のドナルド・トランプは2017年1月20日から2021年1月20日までの任期中に19回の外遊を行い、ヨルダン川西岸地区を含む24カ国を訪れた。トランプ大統領の外遊回数はボーイングVC-25の導入以降の大統領で最小であった。オセアニア、カリブ、アフリカは訪問せず、また中南米にはわずか3日しか滞在しなかった。新型コロナウイルス感染症の世界的流行のために2020年2月を最後に一切の外遊を行わなかった。

## 統計
トランプが訪れた国を回数別にまとめた:
- 1回: アフガニスタン、アルゼンチン、カナダ、中国、フィンランド、インド、イラク、イスラエル、北朝鮮、フィリピン、ポーランド、サウジアラビア、シンガポール、バチカン、ヨルダン川西岸地区
- 2回: ベルギー、ドイツ、アイルランド、イタリア、韓国、スイス、ベトナム

ドナルド・トランプが大統領任期中に訪れた国を示す地図:
1回訪問
2回訪問
3回訪問
4回訪問
アメリカ合衆国

- 3回: 日本、イギリス
- 4回: フランス

## 2017年
|   | 日付          | 国                            | 訪問地                | 詳細 | 画像 |
| - | ------------- | ----------------------------- | --------------------- | --- | ---- |
| 1 | 5月20日-22日  | サウジアラビア                | リヤド                | リヤドでサルマーン国王およびイスラム諸国の指導者らと会談した。サウジアラビアと1100億ドルの武器取引で合意に達し、初の外国勲章となるアブドゥルアジーズ・アル・サウドの襟章が授与された。またファーストレディのメラニアと共にサウジアラビア国立博物館を訪れた。                                                  |      |
| 1 | 5月22日-23日  | イスラエル                    | エルサレム            | ルーベン・リブリン大統領およびベンヤミン・ネタニヤフ首相と会談した。現職のアメリカ大統領としては史上初めて嘆きの壁と聖墳墓教会を訪問した。さらにヤド・ヴァシェムを訪れ、イスラエル博物館で演説を行った。 |      |
| 1 | 5月23日       | パレスチナ自治政府 (西岸地区) | ベツレヘム            | マフムード・アッバース大統領と会談した。 |      |
| 1 | 5月23日-24日  | イタリア                      | ローマ                | セルジョ・マッタレッラ大統領およびパオロ・ジェンティローニ首相と会談した。 |      |
| 1 | 5月24日       | バチカン                      | バチカン              | フランシスコ教皇と会談した。 |      |
| 1 | 5月24日-25日  | ベルギー                      | ブリュッセル          | フィリップ国王およびシャルル・ミシェル首相と会談した。第28回NATO首脳会議および米欧首脳会議に出席し、フランスのエマニュエル・マクロン大統領と会談した。 |      |
| 1 | 5月25日-27日  | イタリア                      | タオルミーナ          | 第43回先進国首脳会議に出席した。また日本の安倍晋三首相との二国間会談も行われた。 |      |
| 2 | 7月5日-6日    | ポーランド                    | ワルシャワ            | アンジェイ・ドゥダ大統領およびクロアチアのコリンダ・グラバル＝キタロヴィッチ大統領と会談した。三海洋イニシアチブの第2回会議に出席した。またワルシャワのクラシンスキ広場にあるワルシャワ蜂起記念碑の前で過去のナチスや共産主義者による支配下での犠牲者の追悼演説を行った。                                     |      |
| 2 | 7月6日-8日    | ドイツ                        | ハンブルク            | G20首脳会合に出席した。またイギリスのテリーザ・メイ首相、中国の習近平国家主席、ドイツのアンゲラ・メルケル首相、インドネシアのジョコ・ウィドド、日本の安倍晋三首相、メキシコのエンリケ・ペーニャ・ニエト大統領、ロシアのウラジーミル・プーチン大統領、シンガポールのリー・シェンロン首相と二国間会談を行った。 |      |
| 3 | 7月13日-14日  | フランス                      | パリ                  | エマニュエル・マクロンと会談した。また第一次世界大戦へのアメリカ合衆国の参戦から100周年を祝うバスティーユ・デイの式典に参加した。 |      |
| 4 | 11月5日-7日   | 日本                          | 川越市、 東京都       | 明仁天皇および安倍晋三首相と会談した。 |      |
| 4 | 11月7日-8日   | 韓国                          | 烏山市、 ソウル特別市 | 国賓訪問。文在寅大統領と会談し、国会で演説した。またハンフリーズ基地でアメリカ陸軍第8軍の兵士たちと面会した。トランプにとって初めてとなるアメリカの戦闘地域訪問であった。 |      |
| 4 | 11月8日-10日  | 中国                          | 北京市                | 国賓訪問。北京市を訪れ、習近平総書記・国家主席および李克強首相と会談した。 |      |
| 4 | 11月10日-12日 | ベトナム                      | ダナン、 ハノイ       | 国賓訪問。チャン・ダイ・クアン国家主席、グエン・スアン・フック首相、グエン・フー・チョン共産党書記長と会談した。2017年ベトナムAPECに出席した。 |      |
| 4 | 11月12日-14日 | フィリピン                    | マニラ、 パサイ       | 第31回ASEAN首脳会議に出席した。ロドリゴ・ドゥテルテ大統領と会談した。 |      |

## 2018年
|    | 日付             | 国           | 訪問地                                                                                    | 詳細 | 画像 |
| -- | ---------------- | ------------ | ----------------------------------------------------------------------------------------- | --- | ---- |
| 5  | 1月25日-26日     | スイス       | ダボス                                                                                    | 世界経済フォーラムに出席した。また、イギリスのテリーザ・メイ首相、イスラエルのベンヤミン・ネタニヤフ首相と二国間会談を行った。 |      |
| 6  | 6月8日-9日       | カナダ       | ラ・マルベー                                                                              | ラ・マルベーのマノワール・リシュリューで開催された第44回先進国首脳会議に出席した。またカナダのジャスティン・トルドー首相、フランスのエマニュエル・マクロンと二国間会談を行った。 |      |
| 6  | 6月10日-12日     | シンガポール | セントラル・エリア、 セントーサ島                                                         | 北朝鮮の金正恩委員長との首脳会談を行った。現職アメリカ大統領としては史上初めてとなる北朝鮮指導者との面会であった。またリー・シェンロン首相とも会談した。トランプはシンガポールへの移動中にギリシャの空軍基地で給油を行った。                                                                            |      |
| 7  | 7月10日-12日     | ベルギー     | ブリュッセル                                                                              | 第29回NATO首脳会議に出席した。またイェンス・ストルテンベルグNATO事務総長、フランスのエマニュエル・マクロン大統領、ドイツのアンゲラ・メルケル首相と二国間会談を行った。 |      |
| 7  | 7月12日-15日     | イギリス     | ロンドン、 ブレナム宮殿、 チェッカーズ、 ウィンザー城、 ターンベリー、 サウス・エアシャー | エリザベス女王およびテリーザ・メイ首相と会談した。週末はスコットランドのゴルフリゾートのターンベリーで過ごした。 |      |
| 7  | 7月15日-16年     | フィンランド | ヘルシンキ                                                                                | ロシアのウラジーミル・プーチン大統領との首脳会談を行った。またサウリ・ニーニスト大統領とも会談した。 |      |
| 8  | 11月9日-11日     | フランス     | パリ                                                                                      | エマニュエル・マクロン大統領と会談した。第一次世界大戦におけるドイツとの休戦協定から100周年となる休戦記念日の式典に参加した。アメリケン・ド・シュレーヌ墓地を訪れた。 |      |
| 9  | 11月29日-12月1日 | アルゼンチン | ブエノスアイレス                                                                          | G20首脳会合に出席した。またアルゼンチンのマウリシオ・マクリ、オーストラリアのスコット・モリソン、中国の習近平国家主席、ドイツのアンゲラ・メルケル首相、インドのナレンドラ・モディ首相、日本の安倍晋三首相、韓国の文在寅大統領、トルコのレジェップ・タイイップ・エルドアン大統領との二国間会談を行った。 |      |
| 10 | 12月26日         | イラク       | アル・アサード航空基地                                                                    | ファーストレディのメラニアと共にイラク西部で活動するアメリカ軍関係者を訪問した。トランプにとっては2度目となるアメリカの戦闘地域への訪問であった。 |      |
| 10 | 12月26日-27日    | ドイツ       | ラムシュタイン空軍基地                                                                    | ドイツのラインラント＝プファルツ州に派遣されているアメリカ軍を訪問した。 |      |

## 2019年
|    | 日付         | 国             | 訪問地                        | 詳細 | 画像 |
| -- | ------------ | -------------- | ----------------------------- | --- | ---- |
| 11 | 2月26日-28日 | ベトナム       | ハノイ                        | 北朝鮮の金正恩委員長との首脳会談を行った。またグエン・フー・チョン書記長・国家主席およびグエン・スアン・フック首相と会談した。トランプはベトナム訪問の際にカタールの空軍基地で給油した。 |      |
| 12 | 5月25日-28日 | 日本           | 東京都                        | 国賓訪問。徳仁天皇および安倍晋三首相と会談した。 |      |
| 13 | 6月3日-5日   | イギリス       | ロンドン、 ポーツマス         | 国賓訪問。エリザベス女王およびテリーザ・メイと会談した。ウェストミンスター寺院の無名戦士の墓に花輪を捧げた。D-デイの75周年式典に出席した。 |      |
| 13 | 6月5日-6日   | アイルランド   | シャノン、 クレア県           | レオ・バラッカー首相と会談した。ドンベッグにある自身のインターナショナル・ゴルフリゾートで1泊した。 |      |
| 13 | 6月6日       | フランス       | コルヴィル、 カーン           | エマニュエル・マクロン大統領と会談した。D-デイの75周年記念式典に出席した。ノルマンディー米軍英霊墓地を訪問した。 |      |
| 13 | 6月6日-7日   | アイルランド   | シャノン、 クレア県           | ドンベッグにある自身のインターナショナル・ゴルフリゾートで1泊した。 |      |
| 14 | 6月27日-29日 | 日本           | 大阪市                        | G20首脳会合に出席した。またオーストラリアのスコット・モリソン首相、ブラジルのジャイール・ボルソナーロ大統領、中国の習近平国家主席、ドイツのアンゲラ・メルケル首相、インドのナレンドラ・モディ首相、日本の安倍晋三首相、サウジアラビアのムハンマド・ビン・サルマーン皇太子、トルコのレジェップ・タイイップ・エルドアン大統領、ロシアのウラジーミル・プーチンとの二国間会談を行った。              |      |
| 14 | 6月29日-30日 | 韓国           | ソウル特別市、 南北非武装地帯 | 文在寅大統領と会談した。南北非武装地帯を訪問し、共同警備区域の南側にある自由の家で文大統領、北朝鮮の金正恩委員長と共に米朝首脳会談を行った。烏山空軍基地のアメリカ軍を訪問した。 |      |
| 14 | 6月30日      | 北朝鮮         | 共同警備区域                  | 北朝鮮の金正恩委員長に招かれて南北非武装地帯の共同警備区域の北側に短時間入った。現職のアメリカ大統領としては史上初となる北朝鮮入国であった。 |      |
| 15 | 8月24日-26日 | フランス       | ビアリッツ                    | ビアリッツのホテル・デュ・パレで開催された第45回先進国首脳会議に出席した。またオーストラリアのスコット・モリソン首相、イギリスのボリス・ジョンソン首相、カナダのジャスティン・トルドー首相、エジプトのアブドルファッターフ・アッ＝シーシー大統領、フランスのエマニュエル・マクロン大統領、ドイツのアンゲラ・メルケル首相、インドのナレンドラ・モディ首相、日本の安倍晋三との二国間会談を行った。 |      |
| 16 | 11月28日     | アフガニスタン | バグラム空軍基地              | ファーストレディのメラニアと共にアフガニスタン東部で活動するアメリカ軍を訪問した。アメリカの戦闘地域を訪問するのはこれで4回目であった。またアシュラフ・ガニーとも会談した。 |      |
| 17 | 12月2日-4日  | イギリス       | ロンドン、 ワトフォード       | 第30回NATO首脳会議に出席した。エリザベス女王およびボリス・ジョンソン首相と会談した。また、カナダのジャスティン・トルドー首相、デンマークのメッテ・フレデリクセン首相、フランスのエマニュエル・マクロン大統領、ドイツのアンゲラ・メルケル首相、イタリアのジュゼッペ・コンテ首相との二国間会談も行った。                                                                                           |      |

## 2020年
|    | 日付         | 国     | 訪問地                                     | 詳細 | 画像 |
| -- | ------------ | ------ | ------------------------------------------ | --- | ---- |
| 18 | 1月21日-22日 | スイス | ダボス                                     | 世界経済フォーラムに出席した。また、欧州委員会のウルズラ・フォン・デア・ライエン委員長、イラクのバルハム・サリフ大統領、クルディスタン地域のネチルバン・バルザニ大統領、パキスタンのイムラン・カーン首相、スイスのシモネッタ・ソマルーガ大統領と二国間会談を行った。 |      |
| 19 | 2月24日-25日 | インド | アフマダーバード、 アーグラ、 ニューデリー | アフマダーバードで開催されたイベント「ナマステ・トランプ」にナレンドラ・モディと共に参加した。マハトマ・ガンディーのサーバルマティー・アシュラムとタージ・マハルを見学した。ニューデリーのラシュトラパティ・バワン大統領官邸でラーム・ナート・コーヴィンド大統領から儀礼的歓迎を受けた。モディはじめとする政府関係者やインド企業経営者との一連の会合を行う。新型コロナウイルス感染症の世界的流行の影響により、これがトランプの大統領任期中最後の外遊となった。 |      |

## 多国間会議
2017-2021年のトランプの大統領任期中に以下の政府間組織の多国間会議が開催された。
| グループ | 年                             | 年                                | 年                                | 年                                           |
| グループ | 2017                           | 2018                              | 2019                              | 2020                                         |
| --- | ------------------------------ | --------------------------------- | --------------------------------- | -------------------------------------------- |
| APEC | 11月10日-11日 ダナン           | 11月17日-18日[a] ポートモレスビー | 11月16日-17日 (中止) サンティアゴ | 11月20日 (ビデオ会議) クアラルンプール、主催 |
| EAS (ASEAN) | 11月13日-14日[b] パサイ        | 11月14日-15日[a] シンガポール     | 11月4日[c] バンコク               | 11月14日[c] (ビデオ会議) ハノイ、主催        |
| G7 | 5月26日-27日 タオルミーナ      | 6月8日-9日 ラ・マルベー           | 8月24日-26日 ビアリッツ           | 6月10日-12日 (中止) キャンプ・デービッド     |
| G20 | 7月7日-8日 ハンブルク          | 11月30日-12月1日 ブエノスアイレス | 6月28日-29日 大阪市               | 11月21日-22日 (ビデオ会議) リヤド、主催      |
| NATO | 5月25日 ブリュッセル           | 7月11日-12日 ブリュッセル         | 12月3日-4日, ワトフォード         | 無し                                         |
| SOA (OAS) | 無し                           | 4月13日-14日[a] リマ              | 無し                              | 無し                                         |
| その他 | リヤド会談 5月20日-21日 リヤド | 無し                              | DMZ首脳会談 6月30日 自由の家      | none                                         |
| ██ = 不出席 / 不参加。 ^aマイク・ペンス副大統領がトランプの代わりに出席した。 • ^bトランプはフィリピンに渡航したものの早退し、レックス・ティラーソンが代わりに出席した。 • ^cロバート・オブライエン大統領補佐官がトランプの代わりに出席した。 |                                |                                   |                                   |                                              |